# Keeranagere, Kanakapura
Keeranagere là một làng thuộc tehsil Kanakapura, huyện Ramanagara, bang Karnataka, Ấn Độ.